# Cyrtoclytus capra
Cyrtoclytus capra là một loài bọ cánh cứng trong họ Cerambycidae.